# Highlight (蒼山幸子のアルバム)
『Highlight』（ハイライト）は、蒼山幸子の1枚目のフルアルバム。2022年1月26日に発売。発売元はソニー・ミュージックアーティスツ。

## 解説
2019年に「ねごと」を解散した蒼山幸子の自身初となるソロアルバム。
本作には、ソロ活動始動後に発表したEP『まぼろし』より、「バニラ」、「まぼろし」のアルバムバージョンや、配信限定シングルとしてリリースされた「スロウナイト」、「PANORAMA」に新曲を加えた全11曲を収録。
リリースに先駆けて、「METRO」が1月12日より先行配信された。
表題曲「ハイライト」はミュージックビデオが制作された。アーティスト写真やジャケット写真を手がけた松永つぐみの監督作品。

## 収録曲
| #         | タイトル               | 作詞      | 作曲      | 編曲                                   | 時間  |
| --------- | ---------------------- | --------- | --------- | -------------------------------------- | ----- |
| 1.        | 「ハイライト」         | 蒼山幸子  | 蒼山幸子  | 蒼山幸子、ハヤシコウスケ (Scenarioart) | 3:56  |
| 2.        | 「シュガータイム」     | 蒼山幸子  | 蒼山幸子  | 蒼山幸子、ハヤシコウスケ (Scenarioart) | 4:16  |
| 3.        | 「バースデイ」         | 蒼山幸子  | 蒼山幸子  | 蒼山幸子、ハヤシコウスケ (Scenarioart) | 5:37  |
| 4.        | 「夏の南極」           | 蒼山幸子  | 蒼山幸子  | 蒼山幸子、ハヤシコウスケ (Scenarioart) | 4:49  |
| 5.        | 「PANORAMA」           | 蒼山幸子  | 蒼山幸子  | 蒼山幸子、ハヤシコウスケ (Scenarioart) | 4:30  |
| 6.        | 「Blue Drive」         | 蒼山幸子  | 蒼山幸子  | 蒼山幸子、ハヤシコウスケ (Scenarioart) | 4:33  |
| 7.        | 「空気の底」           | 蒼山幸子  | 蒼山幸子  | 蒼山幸子、ハヤシコウスケ (Scenarioart) | 4:51  |
| 8.        | 「バニラ」             | 蒼山幸子  | 蒼山幸子  | 蒼山幸子、ハヤシコウスケ (Scenarioart) | 3:23  |
| 9.        | 「METRO」              | 蒼山幸子  | 蒼山幸子  | 蒼山幸子、ハヤシコウスケ (Scenarioart) | 3:59  |
| 10.       | 「スロウナイト」       | 蒼山幸子  | 蒼山幸子  | 蒼山幸子、ハヤシコウスケ (Scenarioart) | 4:21  |
| 11.       | 「まぼろし (AL ver.)」 | 蒼山幸子  | 蒼山幸子  | 蒼山幸子、ハヤシコウスケ (Scenarioart) | 4:53  |
| 合計時間: | 合計時間:              | 合計時間: | 合計時間: | 合計時間:                              | 49:08 |

全作詞･作曲：蒼山幸子、全編曲：蒼山幸子、ハヤシコウスケ (Scenarioart)